# Per Verner Vågan Rønning
Per Verner Vågan Rønning, född 9 januari 1983 i Levanger Norge, är en norsk fotbollsspelare som spelar som försvarare i Levanger FK.  Han fotbollsfostrades i Levanger och kom 2006 till Kongsvinger IL i norska andradivisionen. Den följande säsongen spelade han för svenska AIK, men skador höll honom utanför laget och han spelade endast tre allsvenska matcher. I januari 2008 flyttade han tillbaka till Norge och skrev på för tippeligaenklubben FK Bodø/Glimt.
Vågan Rønning har spelat ett flertal juniorlandskamper för Norge.